# آسیاب‌بادی‌های مهرآباد
آسیاب‌بادی‌های مهرآباد مربوط به دوره قاجار است و در شهرستان خواف، جنوب روستای مهرآباد واقع شده و این اثر با شمارهٔ ثبت نامشخص به‌عنوان یکی از آثار ملی ایران به ثبت رسیده‌است.